# Desa Sukamahi (administrativ by i Indonesien, lat -7,28, long 108,16)
Desa Sukamahi är en administrativ by i Indonesien.   Den ligger i provinsen Jawa Barat, i den västra delen av landet, 190 km sydost om huvudstaden Jakarta.